# 朝阳南塔
朝阳南塔，是一座辽代古建筑，位于辽宁省朝阳市慕容街北端。已列为全国重点文物保护单位。

## 结构
朝阳南塔由塔基、须弥座、塔身、塔檐和塔刹构成。塔基方形，素面，以砖迭砌而成。朝阳南塔须弥座设束腰两周，线层束腰的每面各设壶门五个，内雕云龙等。朝阳南塔束腰上部为砖碉仰莲，承托塔身。朝阳南塔塔身南面正中设券门，其它三面设假门，门两侧砖雕卷云，门顶浮雕华盖。华盖两侧各嵌一石雕塔铭，上刻八大灵塔名称。塔身四角各有一砖雕圆形倚柱，顶部承托半拱，补间铺作七朵。半拱之上为砖砌塔檐，塔檐逐层内收。檐角挂风铎。

## 相关事件
2004年10月，有工人在朝阳南塔附近施工时偶然发现了一座辽代遗迹，经过鉴定是埋葬佛舍利的“石宫”。石宫内有一个石函和“佛舍利铭记”碑等珍贵文物。在石函内发现有玻璃舍利瓶、鎏金银棺、银碗、银匙、鎏金银菩提树、鎏金众僧像和浮雕佛像白瓷钵等文物。后经考古人员精心清理，又发现了锭光佛舍利十余粒。

## 保护
1988年12月20日，朝阳南塔由辽宁省人民政府公布为第四批辽宁省文物保护单位。
2019年10月7日，朝阳南塔由中华人民共和国国务院公布为第八批全国重点文物保护单位，编号8-0261-3-064。